# Xã Westby, Quận Divide, Bắc Dakota
Xã Westby (tiếng Anh: Westby Township) là một xã thuộc quận Divide, tiểu bang Bắc Dakota, Hoa Kỳ. Năm 2010, dân số của xã này là 51 người.